# Volcán Aucanquilcha
El Aucanquilcha es un volcán ubicado en la Región de Antofagasta, en el norte de Chile, dentro de la Reserva Nacional Alto Loa, en la cordillera de los Andes. 
Se caracteriza por poseer cuatro cumbres y por presentar una débil pero permanente actividad de fumarolas, la cual se relaciona a los depósitos de azufre que presenta. Además, aquí se levantó un santuario inca, del que se encontraron restos arqueológicos en su cumbre. La ruta de ascensión normal al Aucanquilcha consiste en realizar una aproximación vehicular cercana a los 26 km partiendo desde Ollagüe a través de un camino secundario que se dirige en dirección oeste a la localidad de Amincha (antiguo poblado quechua y estación de transferencia de la mina azufrera y ubicada a 3850 m), para después continuar por un camino minero en desuso hasta llegar a las abandonadas instalaciones del Campamento Aucanquilcha.
Ubicado en la cercanía del pueblo de Ollagüe, presenta la particularidad de albergar en sus laderas el que fue el yacimiento minero a mayor altura en el mundo, 5580 m s. n. m.. Se trataba de una mina de azufre que cerró sus actividades en 1993. A su vez, a 5334 m s. n. m., se encuentra la localidad de Aucanquilcha, considerado el campamento minero a mayor altura en el mundo.
En junio de 1935, el estadounidense Ancel Keys, y el británico Bryan Matthews, acamparon cerca de su cumbre, a más de 6000 m s. n. m. y permanecieron por 15 días seguidos, durante los cuales ascendieron varias veces hasta su cumbre. Keys de la Universidad de Harvard y Matthews de Cambridge, formaban parte de la llamada Expedición Internacional de Gran Altitud (IHAE por sus siglas en inglés), integrada por diez miembros que habían viajado a Chile para estudiar cómo se adapta el cuerpo humano a las grandes alturas. La expedición representaba la tentativa de más envergadura, mayor altitud, mayor duración, científicamente mejor equipada y técnicamente más sofisticada de entender cómo los humanos podían vivir y trabajar en condiciones tan extremas.

## Galería

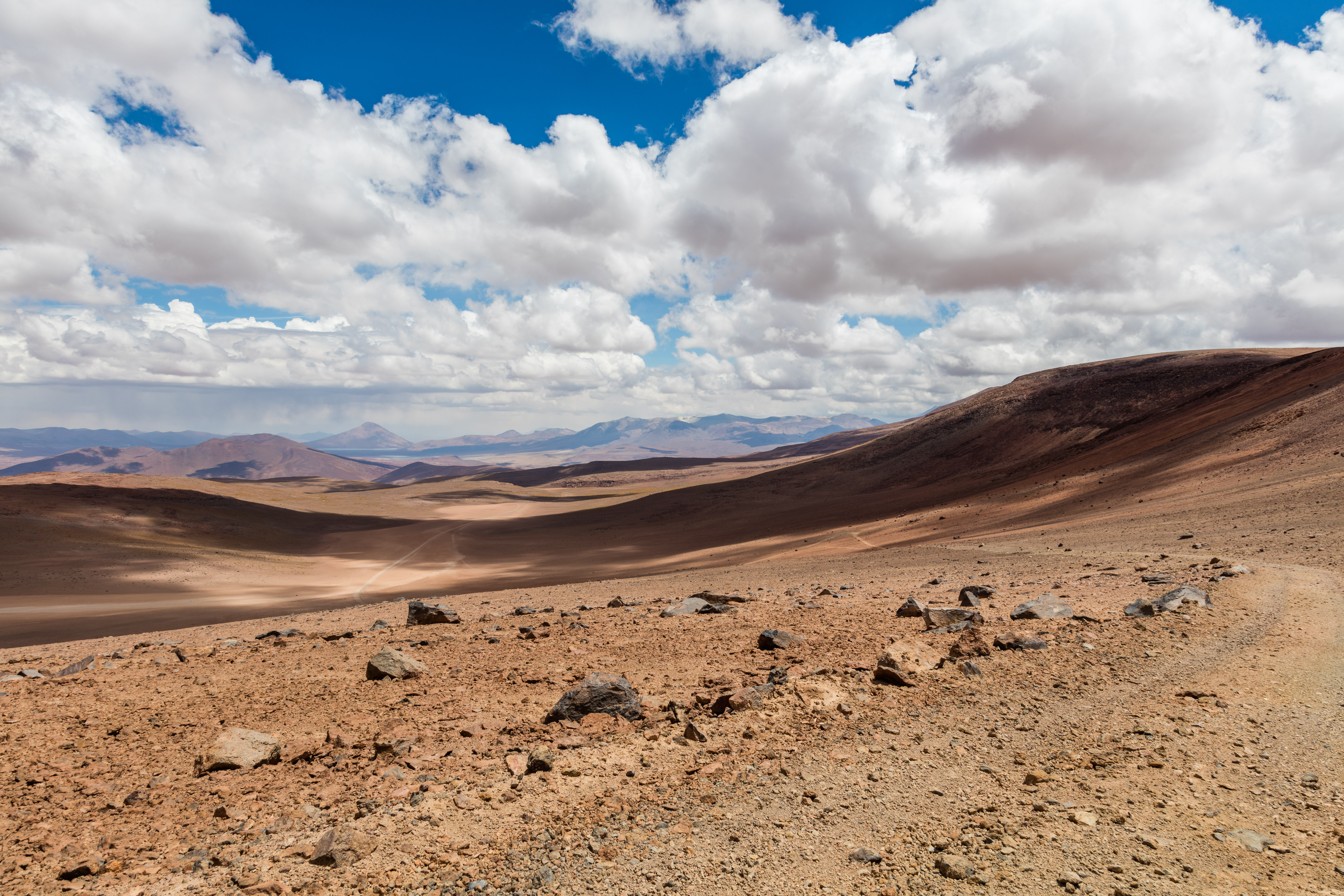
Cerro Aucanquilcha.
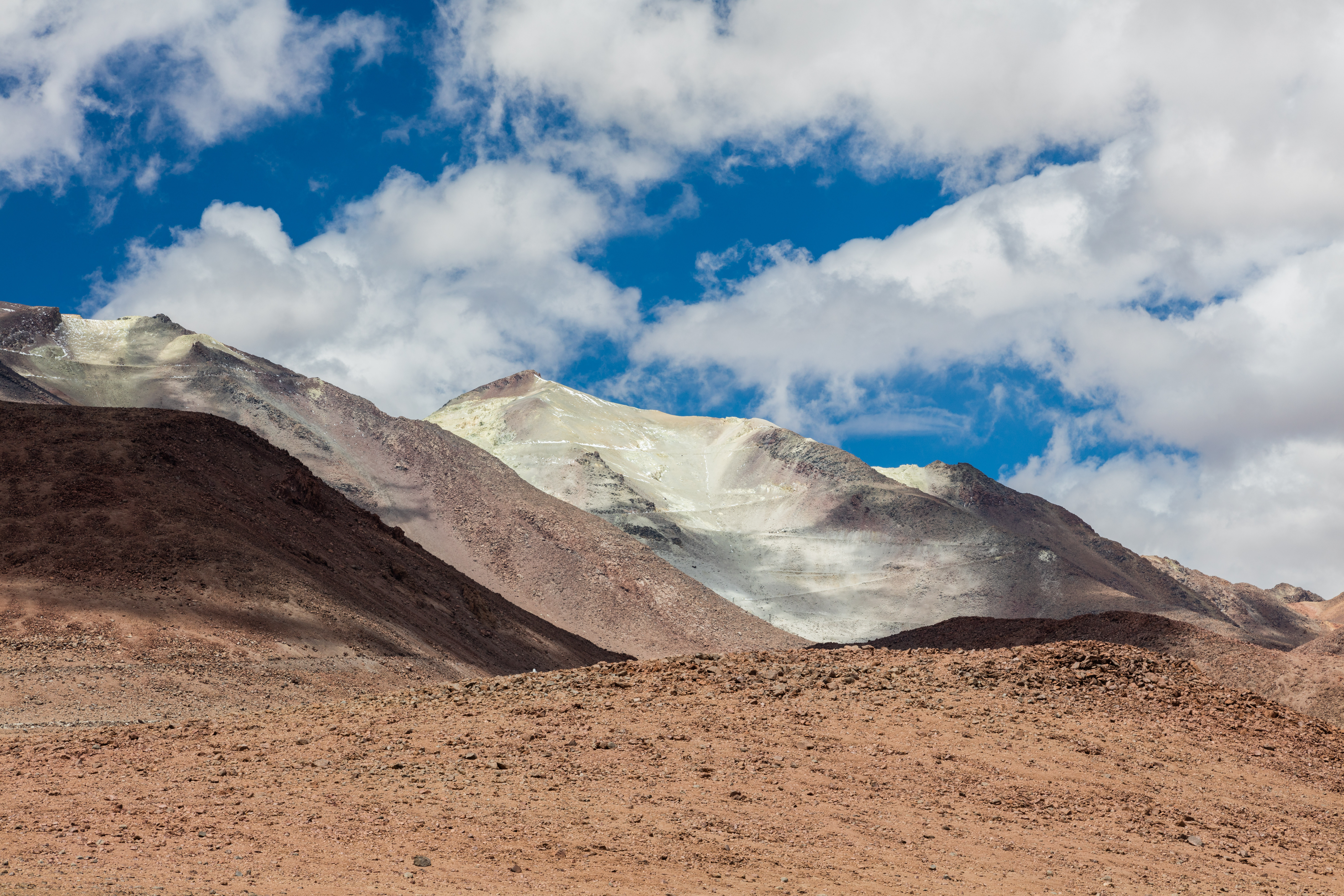
Cerro Aucanquilcha.
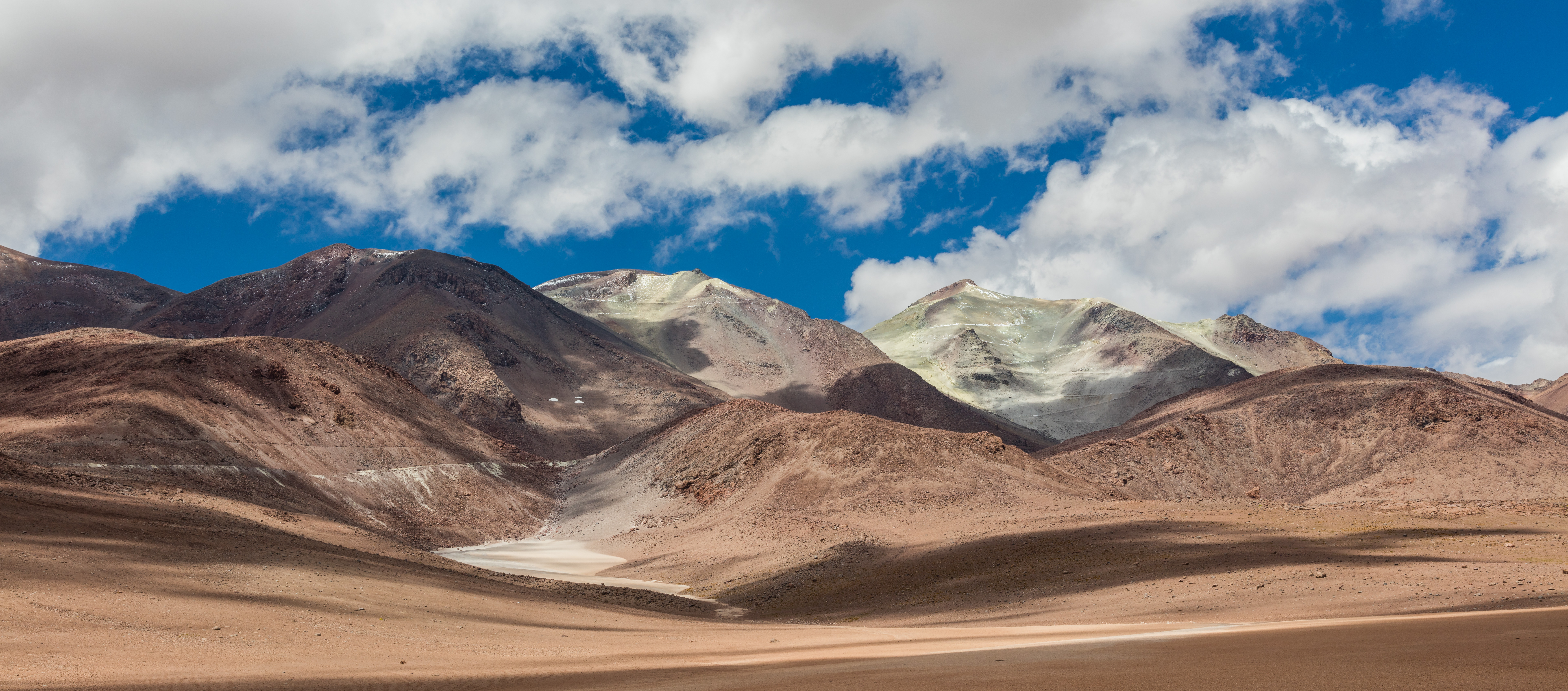
Cerro Aucanquilcha.
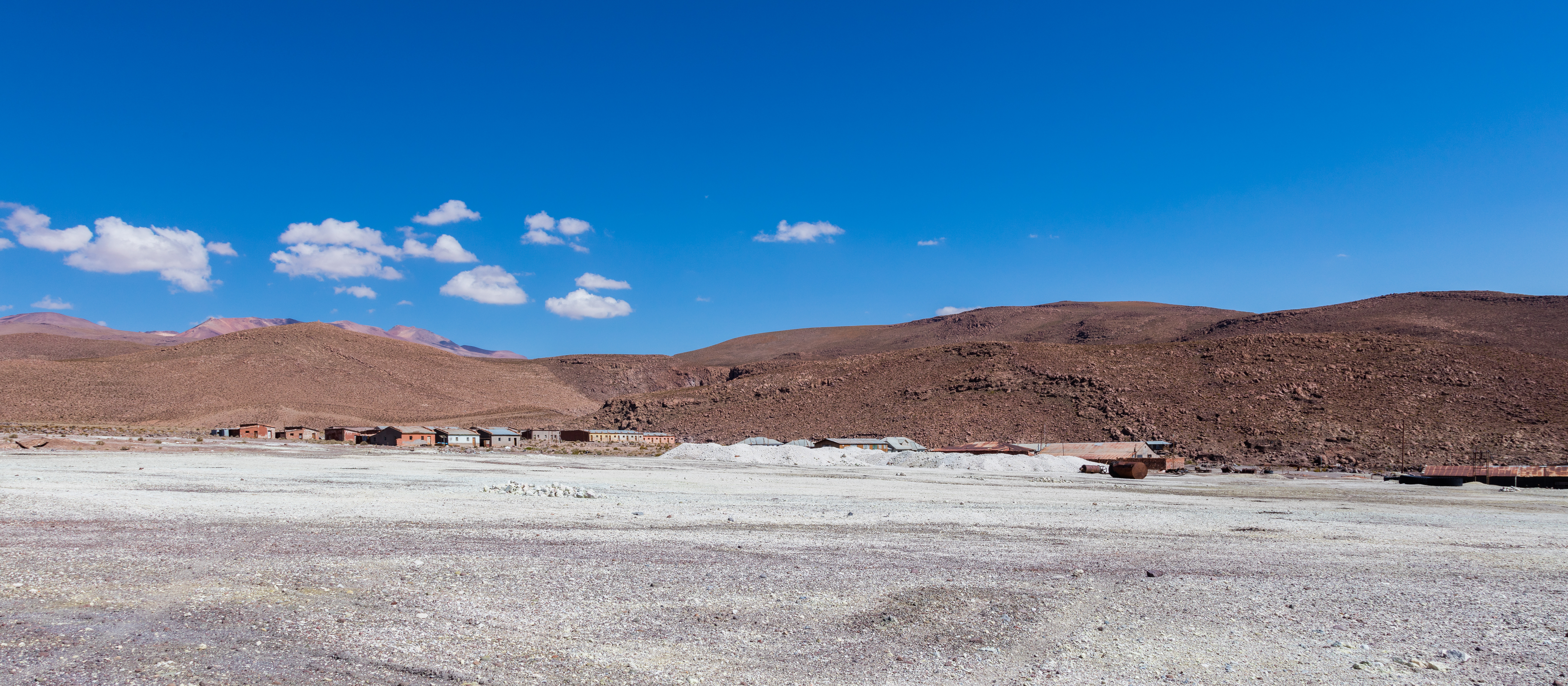
Vista del campamento Aucanquilcha.
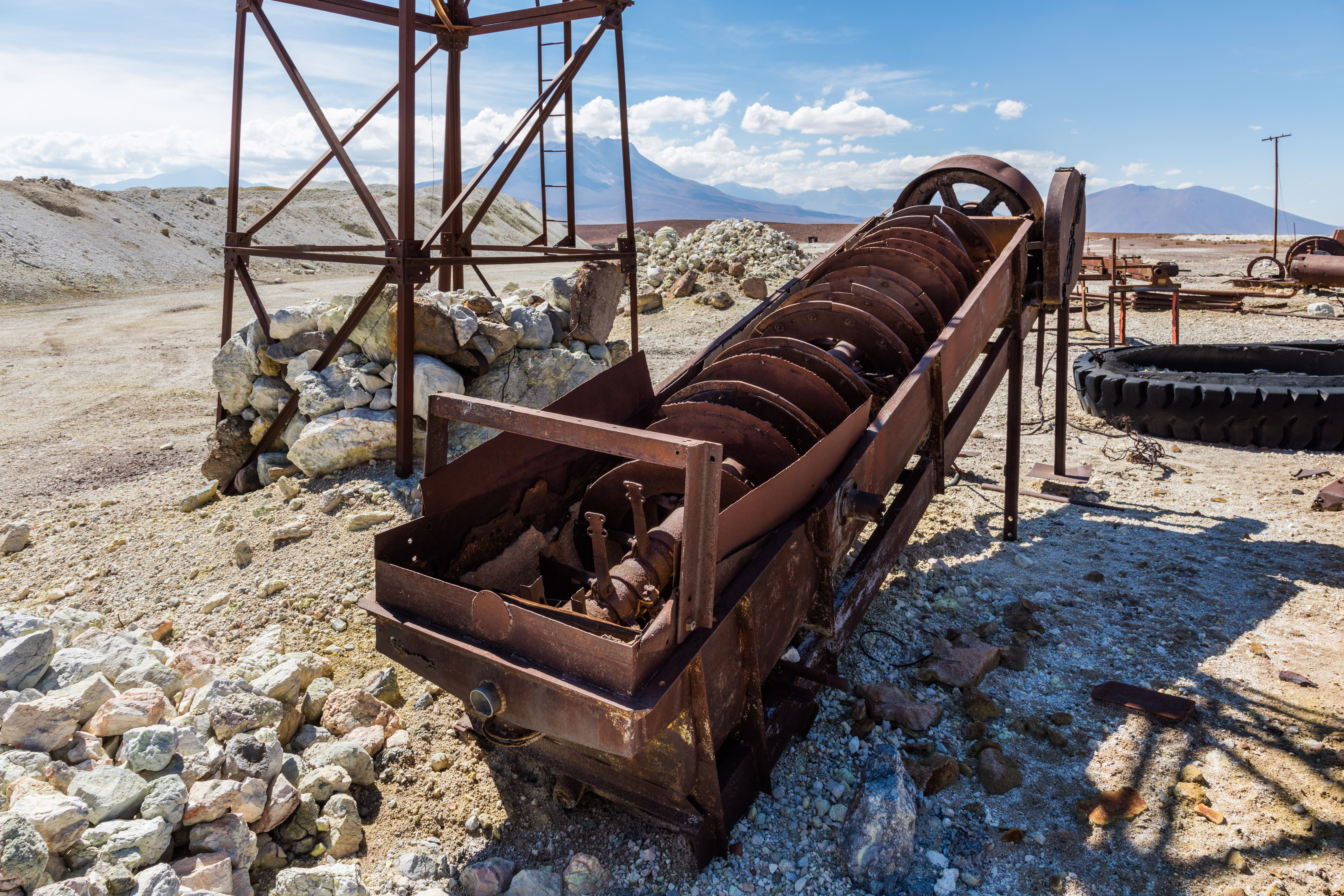
Maquinaria del campamento Aucanquilcha.
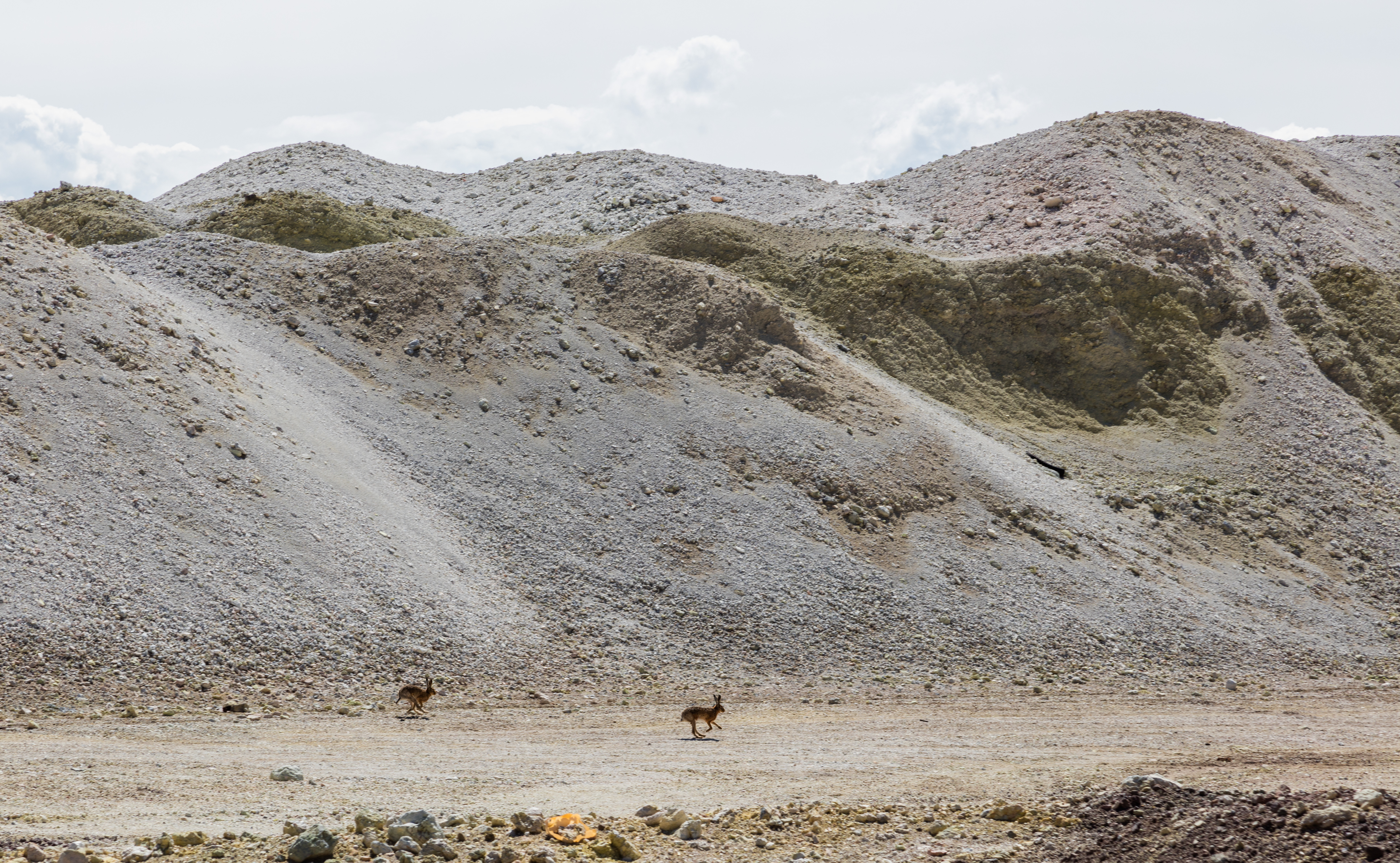
Vizcachas en el antiguo campamento Aucanquilcha.